# BR-101
De BR-101 is een federale snelweg in Brazilië. De snelweg is een longitudinale weg (noord-zuid) in het oosten van het land en verbindt Touros in de deelstaat Rio Grande do Norte met São José do Norte in de deelstaat Rio Grande do Sul.

## Lengte en staten
De snelweg is 4650 kilometer lang en loopt door twaalf staten:
- Rio Grande do Norte
- Paraíba
- Pernambuco
- Alagoas
- Sergipe
- Bahia
- Espírito Santo
- Rio de Janeiro
- São Paulo
- Paraná
- Santa Catarina
- Rio Grande do Sul

## Steden
Langs de route liggen de volgende steden:
| In Rio Grande do Norte: - Touros - Rio do Fogo - Extremoz - Natal - Parnamirim - São José de Mipibu - Goianinha - Canguaretama In Paraíba: - Mamanguape - Santa Rita - Bayeux - João Pessoa - Conde In Pernambuco: - Goiana - Igarassu - Abreu e Lima - Recife - Jaboatão dos Guararapes - Cabo de Santo Agostinho - Escada - Ribeirão - Palmares - Xexéu In Alagoas: - Novo Lino - Joaquim Gomes - Messias - Rio Largo - Pilar - São Miguel dos Campos - Teotônio Vilela - Junqueiro - São Sebastião - Porto Real do Colégio In Sergipe: - Propriá - Japaratuba - Carmópolis - Rosário do Catete - Maruim - Laranjeiras - Nossa Senhora do Socorro - Itaporanga d'Ajuda - Estância - Umbaúba - Cristinápolis | In Bahia: - Esplanada - Entre Rios - Alagoinhas - Conceição do Jacuípe - Via BR-324 ook Feira de Santana - São Gonçalo dos Campos - Governador Mangabeira - Cruz das Almas - Sapeaçu - Santo Antônio de Jesus - Teolândia - Gandu - Ubaitaba - Itabuna - Buerarema - Itagimirim - Eunápolis - Itabela - Itamaraju - Teixeira de Freitas In Espírito Santo: - Pedro Canário - Conceição da Barra - São Mateus - Linhares - João Neiva - Ibiraçu - Fundão - Serra - Regio van Vitória - Cariacica - Viana - Iconha - Rio Novo do Sul In Rio de Janeiro: - Campos dos Goytacazes - Casimiro de Abreu - Rio Bonito - Itaboraí - São Gonçalo - Niterói - Rio de Janeiro - Itaguaí - Mangaratiba - Angra dos Reis - Paraty | In São Paulo: - Ubatuba - Caraguatatuba - São Sebastião - Bertioga - São Vicente - Praia Grande - Mongaguá - Itanhaém - Peruíbe onderbroken en (nog) geen tracé in de staat Paraná In Santa Catarina: - Garuva - Joinville - Barra Velha - Balneário Piçarras - Penha - Itajaí - Balneário Camboriú - Camboriú - Itapema - Tijucas - Biguaçu - São José - Palhoça - Paulo Lopes - Imbituba - Laguna - Capivari de Baixo - Tubarão - Jaguaruna - Içara - Maracajá - Araranguá - Sombrio - Santa Rosa do Sul In Rio Grande do Sul: - Torres - Dom Pedro de Alcântara - Três Cachoeiras - Terra de Areia - Osório - Capivari do Sul - Palmares do Sul - Mostardas - Tavares - São José do Norte |